# Príncipe de Asturias (navio)

Pintura de 1977 de Carlos Alfredo Hablitzel, que retrata o momento que a embarcação naufraga.

O Príncipe de Asturias foi um navio transatlântico operado pela companhia espanhola Pinillos Izquierdo y Cia., encomendado para fazer a linha regular de passageiros e cargas entre Barcelona e Buenos Aires, passando por Cádis, Las Palmas de Gran Canaria, Ilhas Canárias, Rio de Janeiro, Santos e Montevidéu. Após ser construído, em 1914, era considerado o transatlântico mais luxuoso da Espanha, junto a seu irmão gêmeo, o paquete Infanta Isabel. Afundou na costa de São Paulo, com provavelmente mais de 1 000 falecimentos, tornando-se o maior desastre marítimo em águas brasileiras.

## História
No início do século XX, a Pinillos y Isquierdo era uma das maiores companhias de navegação da Espanha. Em 1910, a companhia lança o navio Infanta Isabel e 2 anos depois, seu irmão gêmeo, o Príncipe de Asturias, que era uma versão melhorada. Ambos foram construídos nos estaleiros Kingston, pela Russel & Co., sob supervisão da Pinillos. O Príncipe de Asturias tinha casco duplo em toda a sua extensão, com compartimentos estanques e de lastro, que podiam ser enchidos ou esvaziados facilmente, proporcionando uma estabilidade maior em qualquer situação.
Além de ser um navio potente e moderno, o Príncipe de Asturias era luxuoso. Havia uma biblioteca para uso exclusivo dos passageiros, em estilo Luís XVI com estantes de mogno e assentos de couro. A cobertura superior servia como espaço de lazer, com bancos e cadeiras, e nela existiam vidraças coloridas que protegiam do vento. O restaurante era decorado com painéis de carvalho japonês e quadros com molduras de nogueira. Havia também com uma cúpula coberta com vitrais coloridos, pela qual se podia desfrutar da luz natural durante o dia. O navio contava com um salão de música que podia ser acessado pelo salão de entrada, onde havia uma grande escadaria com laterais e corrimãos trabalhados em madeira. O chão do salão de entrada era decorado com tapetes persas, que eram usados como pista de dança. Um piano havia sido construído especialmente para ser tocado a bordo.

## Naufrágio
Em 4 de março de 1916, o navio se dirigia ao porto de Santos, fazendo sua sexta viagem à América do Sul. Levava oficialmente 588 pessoas entre passageiros e tripulantes. Entre as cargas importantes, o navio levava 12 estátuas de bronze (que fariam parte do monumento La Carta Magna y las Cuatro Regiones Argentinas, em Buenos Aires), um suposto Renault 35 HP e uma suposta quantia de 40 000 libras em ouro. Foi realizado um baile no navio devido à festa de carnaval, tanto na Espanha (Carnaval de Cádis) quanto no Brasil. No entanto, uma forte tempestade afetava o navio, causando neblina e uma forte chuva, o que diminuiu a visibilidade. Por precaução, o capitão baixou a velocidade. O navio também alterou a sua rota, passando entre as ilhas de Vitória e Búzios (na rota original o navio passaria direto por Ilhabela, à uma certa distância).
Ninguém sabe o motivo exato da alteração na rota. Os oficiais disseram que era para organizar a carga que desceria em Santos. Outros, no entanto, acreditam que eles desceriam todo o dinheiro do navio em Búzios e afundariam o navio propositalmente, já que ninguém encontrou o dinheiro nos destroços. A versão oficial é que a magnetização atípica da Ponta Pirabura teria mudado a direção da bússola.
Cerca das 4 horas, muitos já estavam dormindo, muitos por cansaço por causa do baile. Às 4h10 da noite, o capitão José Lotina tentou retomar a rota original, rumando à sul, porém devido neblina, ele não sabia que o navio estava se aproximando demais da terra, nem os oficiais sabiam, pois não enxergar o Farol da Ponta do Boi.
Às 4h15, a proa bateu violentamente nos recifes submersos da Ponta da Pirabura (em Ilhabela) e um buraco de cerca de 40 metros foi aberto no casco. Os porões se encheram de água rapidamente. A água logo inundou a casa das caldeiras, e ocorreu uma explosão, esta danificou o gerador e deixou o paquete no escuro. Sem eletricidade, o telegrafista não pôde mandar o pedido de socorro. Os passageiros são acordados com o impacto, mas poucos conseguiram subir ao convés de botes, na verdade, os passageiros que tinha cabines perto dos conveses inferiores morreram em suas cabines. Dois minutos depois da colisão, a proa já estava submersa. Com o navio quase todo "empinado" e adernando para estibordo, o trabalho de baixar os botes foi impossível (apesar do bote salva-vidas nº 1 ter sido jogado no mar pelos passageiros). A proa bate no fundo do mar e depois o navio, já adernado, emborcou, afundando segundos depois. Toda a tragédia aconteceu em 5 minutos. Oficialmente, 143 pessoas sobreviveram e 445 morreram.
O Bote nº1, que foi jogado no mar pelos passageiros, partiu rumo à costa, com apenas 20 pessoas. No entanto, depois resgataram 123 passageiros e tripulantes, entre eles, o brasileiro José Martins Viana, que estudava Engenharia e fugia da Guerra na Europa.
O cargueiro francês Vega resgatou os sobreviventes e os levou até Montevidéu.

### O número real de passageiros
Apesar de na lista de passageiros ter 588 passageiros, há suspeitas de cerca de 800 imigrantes clandestinos espremidos nos porões do navio, fugindo da Primeira Guerra Mundial. Assim o número iria subir para mais de 1 000 mortes.
Como na época não era costume registrar a terceira classe e/ou os trabalhadores dos porões (como os foguistas, graxeiros, etc.), esses passageiros são desconhecidos.